# Bitefa
Bitefa is een bestuurslaag in het regentschap Timor Tengah Utara van de provincie Oost-Nusa Tenggara, Indonesië. Bitefa telt 1141 inwoners (volkstelling 2010).